# Jean Beaucarne
Jean Joseph Beaucarne (Herzeeuw, 18 maart 1886 - Moeskroen, 15 juni 1964) was een Belgisch senator en burgemeester.

## Levensloop
Beaucarne werd bediende bij de socialistische ziekenbond. Hij richtte in 1919 de lokale afdeling op van de Belgische Werkliedenpartij en werd er de secretaris van. In 1923 werd hij permanent secretaris van de socialistische mutualiteit De Broederlijke en hetzelfde jaar was hij betrokken bij de stichting van de sociale huisvestingsmaatschappij De Voorzorg, waarvan hij later directeur-beheerder werd.
In april 1921 werd Beaucarne verkozen tot gemeenteraadslid van Herzeeuw, hetgeen hij bleef tot zijn ontslag in februari 1959. Van mei 1933 tot 1946 en van 1953 tot 1958 was hij burgemeester van de gemeente. Tijdens de Tweede Wereldoorlog werd hij in 1942 door de Duitse bezetter ontzet uit zijn functie als burgemeester en was hij ook tweemaal politiek gevangene.
Na de oorlog werd hij in december 1944 provincieraadslid van West-Vlaanderen, wat hij bleef tot aan de verkiezingen in 1946. In juni 1950 werd Beaucarne verkozen tot senator voor het arrondissement Kortrijk-Ieper en behield dit mandaat tot in december 1955. Hij nam toen om gezondheidsredenen ontslag uit de Senaat; kort voordien was hij immers het slachtoffer geworden van een zwaar auto-ongeluk.
Er is een Rue Jean Beaucarne in Herzeeuw-Moeskroen.